# 李恩至
李恩至（1974年11月30日—），身高173公分，體重60公斤，臺灣臺北市人，職業是空翻、攀岩、體能王教練，曾以臺灣代表身份參加日本極限體能王SASUKE。

## 生平
年少時喜愛運動緣故，挑戰過不少不同種類的運動，如短跑與跆拳道，由於身體能力欠佳與潛力未開發等因素，高中前始終無法在運動場上得到好成績，升上高中後以半路出家型態開始投入體操運動，克服了體操初學者年齡較大問題，如願成為一位正式的體操選手。離開學校後因生涯規劃，未能持續在體操界發展，直到30歲時開始從事攀岩運動至今。
2006年報名日本TBS節目極限體能王SASUKE台灣地區選拔賽，以第一名成績獲得前往日本的參賽資格，開啟了台灣人參與該節目的先例，生涯首次進入100人正選賽就突破第一道關卡，直到2014年第30次大會最後參賽為止，曾經於2010年第24次大會中連續通過三大舞台關卡，雖未能達成史上第一位完全稱霸的海外挑戰者，仍留下兩次大會總和排名第一的殊榮。
2009年，代表台灣在高雄主辦的世界運動會攀登項目競速攀岩中出賽，最後遭到淘汰。
2016年，帶著6人團隊領軍前往越南參加越南版極限體能王。
人生比賽經歷：
1996 全國大專杯體操賽-團體第三名
2005 台茂挑戰冠軍王攀岩速度賽 -第一位
2006 台灣JET電視台極限體能王-第一名 
2006 亞洲 X-games 攀岩速度-台灣代表
2008 世界運動會攀岩國手速度-第一名 
2008 韓國世界運動會攀岩速度賽 -國手 
2009 中國青海攀岩速度 世錦賽 -國手 
2009 世界運動會 攀岩速度 -世界第七名
2009 亞洲杯韓國攀岩速度 世錦賽 -國手 
2009 全國運動攀登速度 巡回賽 -第一名 
2009 冬 日本 SASUKE -最終關卡
2010 春 日本 SASUKE -第一名 
2010 秋 日本 SASUKE -第一名 
2006~14日本 SASUKE -參賽紀錄12次
2014 馬來西亞 SASUKE國際賽-台灣代表
2015 台灣TSR 越野車 450cc 第三名
2016 越南 SASUKE 國際賽-台灣代表
2017 台灣越野車A組選手 -第五名
2019 大埔盃攀岩速度賽 -第二名
2019/1/27 GYMEFIT GAMES -第一名

## 極限體能王SASUKE表現
- 第17回台灣預選會第一名，被認為是頗具實力的挑戰者。一開始展現過人的實力，後半段雖然露出疲態，但仍留下3.43秒通過第一舞台。但卻在第二舞台於他事前就感到擔心的關卡旋轉鐵鍊落水 。
- 第18回大會，在馬拉松預選拿到26號提前出場，在他之前上場的挑戰者大多很快就落水遭到淘汰，而他竟然一路闖到第四道關卡，成為當大會第2個闖到蜘蛛跳躍的選手，可惜最後落水淘汰。
- 第21回大會，在第一舞台還沒有人過關的情況下率先過關，可惜在第二舞台的鯉魚躍龍門→鋼管滑降的間隔太過謹慎浪費太多時間，最後在芝麻開門時間到 。
- 第22回大會，在第一舞台的新關卡旋轉悍馬差點落水，最後留下了2秒61過關，在第二舞台一雪前恥報了前回芝麻開門的仇，最後在第三舞台的新巔峰戰士落水，是四次參賽以來成績最優秀的一次  （页面存档备份，存于）。
- 第23回大會，在第一舞台的新關卡窗簾滑行多花了點時間，最後還是過關，在第二舞台一轉眼就闖過鯉魚躍龍門，但最後在第17回曾失敗過的旋轉鐵鍊落水。
- 第24回大會，第一舞台順利過關，也在第二舞台一雪上次旋轉鐵鍊的前恥，第三舞台更是報了第22回在新巔峰戰士的仇，一路順利的闖進最終舞台，可惜在攀繩時間到，是六次參賽以來成績最優秀的一次。
- 第25回大會，第一舞台首次留下超過10秒的成績，第二舞台也順利通過，第三舞台在終極巔峰戰士落水，這次總和成績最優秀者。
- 第26回大會，第一舞台留下1.32秒驚險過關，第二舞台也留下10秒以上非常穩定的過關，第三舞台在終極巔峰戰士落水，這次成為連續兩次總和成績最優秀者。
- 第27回大會，第一舞台在跳躍滑降滑行時因為腳沾到水而早早出局。
- 第28回大會，在鐘擺橋失足跌落，再次未能闖過第一舞台。
- 第29回大會，以剩下超過10秒闖過第一舞台，在第二舞台開牆步道第一道牆用完時間。
- 第30回大會，再度闖進第三舞台，在瘋狂巔峰戰士第3→4段落水。
- 第31回大會缺席，但是有去會場。
- 之後在臉書說明，日本單位要求他世代交替，此後未能再參賽。
- 儘管常常過完第一舞台時，所剩的時間都不到5秒，但卻是第18回大改版以來，唯一連續6屆大會闖過第一舞台的人。
- 為在馬來西亞舉辦的SASUKE ASEAN OPEN CUP台灣代表。
- 2016年參加越南版極限體能王，在第三單元因犯規被淘汰。

## 歷屆SASUKE參賽成績
中是在該屆大會的出場背號，粗體和★記號表示為該屆大會最佳成績。○內的符號代表當大會的名次
- 第17回大會 （92）   2-14 旋轉鐵鍊 ⑨
- 第18回大會 （26）   1-04 蜘蛛跳躍
- 第21回大會 （49）   2-15 芝麻開門（時間到，第三道門）④
- 第22回大會 （79）   3-19 新巔峰戰士（2→3段）③
- 第23回大會 （94）   2-14 旋轉鐵鍊 ⑧
- 第24回大會 （92）   Final-25 攀繩（剩約4公尺）③
- 第25回大會 （80）   3-19 終極巔峰戰士（第2→3段）★ ①
- 第26回大會 （95）   3-19 終極巔峰戰士（第4→5段）★ ①
- 第27回大會 （97）   1-01 跳躍滑降（失誤腳碰到水）
- 第28回大會 （83）   1-03 鐘擺橋（失足跌落）
- 第29回大會 （56）   2-13 開牆步道（第一道門前時間到）⑥
- 第30回大會 （2990） 3-18 瘋狂巔峰戰士（第3→4段）④

## 著作
- 2011年6月30日：《我想把身體練好：把私人教練帶回家》ISBN 9789861792132，大田出版社